# Постколониальный феминизм
Постколониальный феминизм (феминизм постколониальной волны) (англ. Postcolonial feminism) — это направление феминистской мысли, выработанное в 1980-х годах теоретиками из стран «третьего мира». Оно возникло как критика западного феминизма, игнорирующего уникальный опыт женщин из колониальных стран (в частности, расовое, классовое и этническое угнетение). Постколониальный феминизм утверждает, что расизм и долгосрочные политические, экономические и культурные последствия колониализма оказывают сильное воздействие на небелых и незападных женщинах в постколониальном мире, где женщины испытывают на себе гнет двойного давления — имперского и патриархатного, то есть страдают от «двойной колонизации».

## История
История современного женского движения подразделяется на три «волны». Первая волна феминизма относится главным образом к суфражистскому движению XIX — начала XX века. Центральным вопросом было неравенство между мужчинами и женщинами, существующее на уровне законодательства. Феминистками первой волны были представительницы среднего класса, которые боролись за проведение реформ в области права и политики, доступ женщин к образованию, обретение прав собственности и избирательных прав. На данном этапе не были представлены интересы женщин, которые сталкивались с проявлениями расизма, а также находились в неблагоприятном экономическом положении и были вынуждены заниматься тяжёлым физическим трудом.
Феминистское движение второй волны (с 1960-х до начала 1990-х годов) занималось широким спектром проблем, связанных с фактическим неравенством, сексуальностью, семьёй, рабочим местом и репродуктивными правами. Однако в фокусе феминизма второй волны также находились интересы только белых западных женщин. Такие авторы, как Чандра Моханти, Анджела Дэвис, Барбара Смит, критиковали этноцентристские, империалистические концепции второй волны феминизма и утверждали, что понятия «патриархат» и «подавление» не могут в одинаковой степени быть применимыми как к западным, так и к чёрным или цветным женщинам, подвергающимся различным практикам подавления (к примеру, белые женщины не знают такой формы подавления, как расизм). В 1990-е годы начинается третья волна феминизма, связанная с переосмыслением самой категории опыта: феминистки начинают уделять внимание категориям класса, расы и сексуальности и приходят к выводу, что некоторые женщины — образованные, состоятельные, белые, гетеросексуальные — находятся в привилегированном положении по отношению к другим.

## Теория
Изначально постколониальный феминизм представлял собой только критику как западного феминизма, так и постколониальной теории, но позже стал методом анализа для решения главных проблем, стоящих перед феминистками и постколониальными теоретиками. В отличие от постколониализма, который уделяет основное внимание политическим и экономическим последствиям колониализма, теоретики постколониального феминизма анализируют гендерные проблемы постколониального мира. Кроме того, постколониальный феминизм указывает на недостатки западной феминистской мысли: идея о том, что гендер существует вне рамок культурных различий, исходит из представлений, в основе которых лежит опыт только западных женщин среднего класса.
Чандра Талпад Моханти, одна из ключевых фигур постколониального феминизма, в своем известном эссе «Под западным взглядом» («Under Western Eyes») анализирует три аналитических принципа, характерных для западного феминистского дискурса о женщинах в так называемых странах третьего мира. В качестве материала для анализа Моханти использует тексты из серии книг «Женщины третьего мира» («Women in the Third World»), выпущенных издательством Зед Пресс (Zed Press). Моханти делает оговорку, что ряд текстов, выпущенных в этой серии представляет собой детализированный и осторожный анализ, тогда как другой ряд текстов является симптоматичным и представляет собой тот самый вид феминистского взгляда на женщин третьего мира, который Моханти хочет подвергнуть критике в своем эссе. Таким образом, анализ этого небольшого ряда текстов, используется Моханти как способ отобразить симптоматичный дискурс о женщинах третьего мира. Моханти признаёт что подобный дискурс может воспроизводиться и женщинами третьего мира, живущими и работающими в западных странах, и женщинами третьего мира, живущими и работающими в странах третьего мира.
Первый принцип, критикуемый Моханти, это конструирование женщин как группы с идентичными интересами и желаниями, независимо от отличий в их этнических, расовых и классовых позициях. Второй принцип — использование методологий для того, чтобы найти доказательства кросс-культурной универсальности женского угнетения. Наконец, третий принцип связан с концепцией власти которая лежит в основе этих аналитических стратегий.
Моханти утверждает, что в литературе, искусстве, медицинских описаниях, этнографических исследованиях этих женщин описывают как жертв мужского контроля и традиционной культуры, но при этом не учитываются социокультурные факторы и исторический контекст. Чандра Моханти приходит к выводу о том, что взгляд западных феминисток на женщин третьего мира произволен и ограничен. Небелые женщины конструируются в подобном западном феминистском дискурсе как отсталые безмолвные жертвы, что позволяет конструировать женщин западных стран как современных, образованных, отстаивающих свои права. Таким образом, западный феминизм предстаёт нормой, а ситуация в развивающемся мире — отклонением от неё, что игнорирует мировое неравенство, баланс власти между странами первого и третьего мира и политику производства и распространения знания. Невольно, подобный западнофеминистский дискурс о женщинах третьего мира воспроизводит клише западного гуманизма, классическую модель власти, критикуемую Мишелем Фуко и ограничивает возможности совместной политической мобилизации.
Профессор социологии Этель Кроули винит западных феминисток в редукционизме, когда речь идёт о женщинах из стран третьего мира. Она считает, что вместо того, чтобы тратить время на идеологические «придирки», они должны разрабатывать стратегии, чтобы решать существующие проблемы женщин. Кроули делает акцент на том, что во всём мире женщины понимают слово «свобода» по-разному, поэтому для решения проблем очень важно изучать этнографию.

## Раса и религия
Постколониальный феминизм тесно связан с чёрным феминизмом, потому что и чёрные, и постколониальные феминистки утверждают, что господствующий западный феминизм не может адекватно объяснить расовые различия. Рассуждение о расизме играет значимую роль в постколониальном феминизме. Постколониальные феминистки стремятся решить насущные проблемы межэтнического конфликта и расизма, а также «обратить» эти проблемы в феминистский дискурс. Раньше западные течения феминизма явно избегали проблемы расы, отодвигая её к второстепенной проблеме, стоящей за патриархатом, так как раса не рассматривалась как проблема. Тем самым западный феминизм значительно отличался от феминизма, который существует в наши дни.
Постколониальный феминизм пытается избегать предложений и домыслов о том, как бы было, если бы женщины были однородной группой населения без различий в расе, сексуальных предпочтениях, социальном классе или возрасте. Понятие «белизны» или её отсутствие является ключевым вопросом в постколониальном феминистском движении. Это связано, в первую очередь, с предполагаемой взаимосвязью между постколониальным феминизмом и другими феминистскими движениями, основанными на расовых принадлежностях, особенно чёрным феминизмом и коренным феминизмом (англ. Indigenous feminism). В западной культуре расизм иногда рассматривается как институционализированный, укоренившийся аспект общества. Постколониальные феминистки хотят, чтобы феминистское движение приняло мысль о том, что отдельные люди могут признавать расистские предположения, практики и предрассудки в своей жизни, пытаясь остановить его увековечивание посредством осознания.

## Критика
Постколониальный феминизм критикуют на том основании, что он приводит к ослаблению всего движения, разделяя женщин на группы и обращаясь к уникальным качествам отдельной личности. Критики постколониального феминизма утверждают, что феминистское движение будет сильнее и сможет добиться большего, если все женщины будут выступать единым фронтом.
Его критикуют за то же, за что он критикует западный феминизм: за этноцентричность, так как постколониальные феминистки, по мнению критиков, ограничиваются одной культурой и не принимают во внимание опыт женщин из других стран. Кроме того, колониализм не сводится к одному временному периоду. Люди из разных стран переживают его последствия по-разному.
Постколониальный феминизм также подвергается критике за последствия его названия. Термин «постколониальный», состоящий из приставки «пост» и суффикса «колониальный», намекает на то, что страны, на которые он ссылается, покинули эпоху колониализма. Такое мышление способствует распространению идеи о том, что все развивающиеся страны подверглись колонизации и начали процесс деколонизации в то же время, когда страны, называемые «постколониальными», фактически пережили колонизацию в разные сроки. Но при этом некоторые страны, которые именуются «постколониальными», на самом деле все ещё можно считать колониальными.